# نخل پاسوبایا
نخل پاسوبایا (نام علمی: Parajubaea torallyi) نام یک گونه از سرده پیراشیلی‌نخل‌ها است.